# Erquelinnes
Erquelinnes (en picard et wallon Erkelene) est une commune francophone de Belgique située en Région wallonne dans la province de Hainaut, et faisant partie de la Thudinie.
Commune frontalière et ancien poste frontière franco-belge, elle est voisine de la ville française de Jeumont. Erquelinnes est la première commune belge arrosée par la Sambre et fait partie de la région touristique de la Haute-Sambre.

## Toponymie
661 Herchelines, 858 Erchelines, 1161 Ercheliniis
Petit pont (dissimilation du gallo-roman *arcanina, diminutif du latin arcus « arche de pont ») ; variante : hydronyme prémédiéval *Arcana (cf. Archennes), ou terre (suffixe -ina) [protégée par une défense en] encorbellements (germanique *erchel, *archen « [palissade ornée de] becs-de-corbin ») (?); variante : site voué au culte d'Hercule (A.-G. Chotin).

## Géographie

### Sections de commune
| # | Nom                         | Superf. (km²) | Habitants (2020) | Habitants par km² | Code INS |
| - | --------------------------- | ------------- | ---------------- | ----------------- | -------- |
| 1 | Erquelinnes                 | 7,42          | 3.922            | 528               | 56022A   |
| 2 | Solre-sur-Sambre            | 13,98         | 2.649            | 189               | 56022B   |
| 3 | Hantes-Wihéries             | 6,36          | 623              | 98                | 56022C   |
| 4 | Montignies-Saint-Christophe | 4,61          | 448              | 97                | 56022D   |
| 5 | Bersillies-l'Abbaye         | 3,88          | 857              | 221               | 56022E   |
| 6 | Grand-Reng                  | 8,30          | 1.487            | 179               | 56022F   |

### Communes limitrophes
|                                  | Quévy / Estinnes                          |                   |
| Vieux-Reng France Marpent France | Erquelinnes                               | Merbes-le-Château |
| Jeumont France Colleret France   | Cousolre France Bousignies-sur-Roc France |                   |

### Morphologie urbaine

#### Quartiers et hameaux
- Centre.
- Les Viviers.
- Le Béguinage.
- Neuville.

#### Lieux dits
- Saucelle.
- Les Fosses au Sable.
- Grand Val.
- Malarme.
- Trou au Renard.
- Terres du Brûlé.
- Massart.
- Mon Plaisir.
- Les Six Chemins.
- Jonquière.
- Lobiette.

#### Cités
- Cité de Wanze.
- Cité des Forsythias.

## Démographie

### Démographie: avant la fusion des communes
- Source : DGS recensements population.

### Démographie: commune fusionnée
En tenant compte des anciennes communes entraînées dans la fusion de communes de 1977, on peut dresser l'évolution suivante :
Les chiffres des années 1831 à 1970 tiennent compte des chiffres des anciennes communes fusionnées.
- Source : DGS, de 1831 à 1981 = recensements population ; à partir de 1990 = nombre d'habitants chaque 1er janvier.[5]

## Histoire
Dans le passé, Erquelinnes était le siège d'une seigneurie détenue par un seigneur.
En 1722, la seigneurie est érigée en comté au profit de François-Léonard de la Barre, lequel put alors porter le titre de comte.
Le titre va rester dans la famille : au XIXe siècle, il est porté par Roger-Philippe-Marie de La Barre d'Erquelinnes, 6e comte de La Barre d'Erquelinnes. Fils d'Alexandre-Alfred et de Cornélie-Laure-Angélique de Rouillé, il nait à Ormeignies le 22 septembre 1854. Il épouse à Thieusies le 22 juin 1882 Valentine-Marie-Félicité-Henriette Obert de Thieusies. Née à Thieusies le 22 août 1862, elle est la fille de camille-Antoine-Désiré-Ghislain, vicomte Obert de Thieusies et de Marie-Charlotte de La Coste.

## Héraldique
|  | Blason d'Erquelinnes. Les armoiries originelles avaient été octroyées le 6 octobre 1926. Ce sont celles d'une branche de la famille de la Barre, seigneurs d'Erquelinnes en 1644 et barons en 1722. Blasonnement : D’azur à la fasce d’or accompagnée de trois têtes de lion du même, lampassées de gueules, à la bordure engrêlée également d’or. - Délibération communale : 17 janvier 1977 - Arrêté royal : 16 septembre 1977 - Moniteur belge : 29 octobre 1977 |
|  | Drapeau d'Erquelinnes : Blanc avec, au centre, un emblème rouge constitué de deux parallélogrammes et de quatre trapèzes s'emboîtant en spirale de façon à former une lettre « e » hexagonale. |

Origine du blason : Ignace de la Barre, seigneur d'Erquelinnes, fils de Philippe et d'Anne Marie de Bousseau, portait ; d’azur, à une fasce d’or, accompagnée de trois têtes de lion arrachées du même et lampassées de gueules.
Il a épousé par contrat le 24/09/1694 à Aire en Artois (à présent Aire-sur-la-Lys 62921) , Marie-Jeanne-Thérèse de Haynin, baptisée à Valenciennes (Saint-Vaast 14/10/1665), fille de Louis Charles de Haynin, seigneur de Barat ou Barra à cette époque (et du Fay du chef de sa femme Anne Marie Sarat de Haynin Courtembecque, qui portait les mêmes armes sans brisure), gentilhomme et plénipotentiaire après avoir servi treize ans au service du roi d’Espagne) qui portait ; d'or, à la croix engrêlée de gueules et un croissant du même au premier canton.
Ces deux armes apparaissent ainsi mais accostées dans l' Armorial général de France Volume 1 par C. d'Hozier (par Borel d'Hauterive Annuaire de la noblesse 1856-1878 p 2 Flandres à 13bis).
Cette bordure engrêlée d'or n'apparaissant pas dans l'armorial en référence, ce dessin pouvait être relevé par un descendant du couple (la partie engrêlée n'étant qu'une brisure). Y a-t-il eu telle descendance, la généalogie ne donne hélas rien. La commune a très probablement volontairement fait cet assemblage récent pour distinguer la ville d'Erquelinnes de son ancienne famille seigneuriale.

## Politique et administration

### Conseil et collège communal 2024-2030
Ci-dessous, le tableau des résultats des élections communales de 2024.
| Parti | Parti     | Voix (2024) | Voix (2018) | % (2024) | % (2018) | +/-    | Sièges  | +/- | Collège |
| ----- | --------- | ----------- | ----------- | -------- | -------- | ------ | ------- | --- | ------- |
|       | CC        | 169         | -           | 2,95%    | -        | 0.0 %  | 0 / 21  | 0.0 | Non     |
|       | IC        | 3.860       | 3.735       | 67,29%   | 62,37%   | 4.92 % | 15 / 21 | 1.0 | Oui     |
|       | UC        | 1.707       | 1.982       | 29,76%   | 33,10%   | 3.34 % | 6 / 21  | 1.0 | Non     |
|       | LA DROITE | -           | 271         | -        | 4,53%    | 0.0 %  | - / 21  | 0.0 | Non     |
| Total | Total     | 5 736       | 5 988       | 100 %    | 100 %    |        | 21      |     |         |

| Collège communal  |                       |                                  |
| ----------------- | --------------------- | -------------------------------- |
| Bourgmestre       | Jonathan Delespinette | Les Engagés - Intérêts Communaux |
| 1er Échevine      | Florence Denamur      | Les Engagés - Intérêts Communaux |
| 2e Échevine       | Mélanie Delsaux       | Intérêts Communaux               |
| 3e Échevin        | Frédéric Razée        | Intérêts Communaux               |
| 4e Échevin        | Christian Warzée      | Intérêts Communaux               |
| 5e Échevin        | Emric Bauval          | Intérêts Communaux               |
| Président du CPAS | Jean-Pierre Libotte   | Intérêts Communaux               |

### Liste des bourgmestres depuis 1830
- David Lavaux, de 1995 à 2024, (Les Engagés).
- Jonathan Delespinette, de 2024 à aujourd'hui (Les Engagés)

### Jumelage
Erquelinnes est jumelée avec :
- Żelazków (gmina) (Pologne)
- Jeumont (France), qui est sa voisine immédiate à la frontière.

## Culture local et patrimoine

### Patrimoine architectural

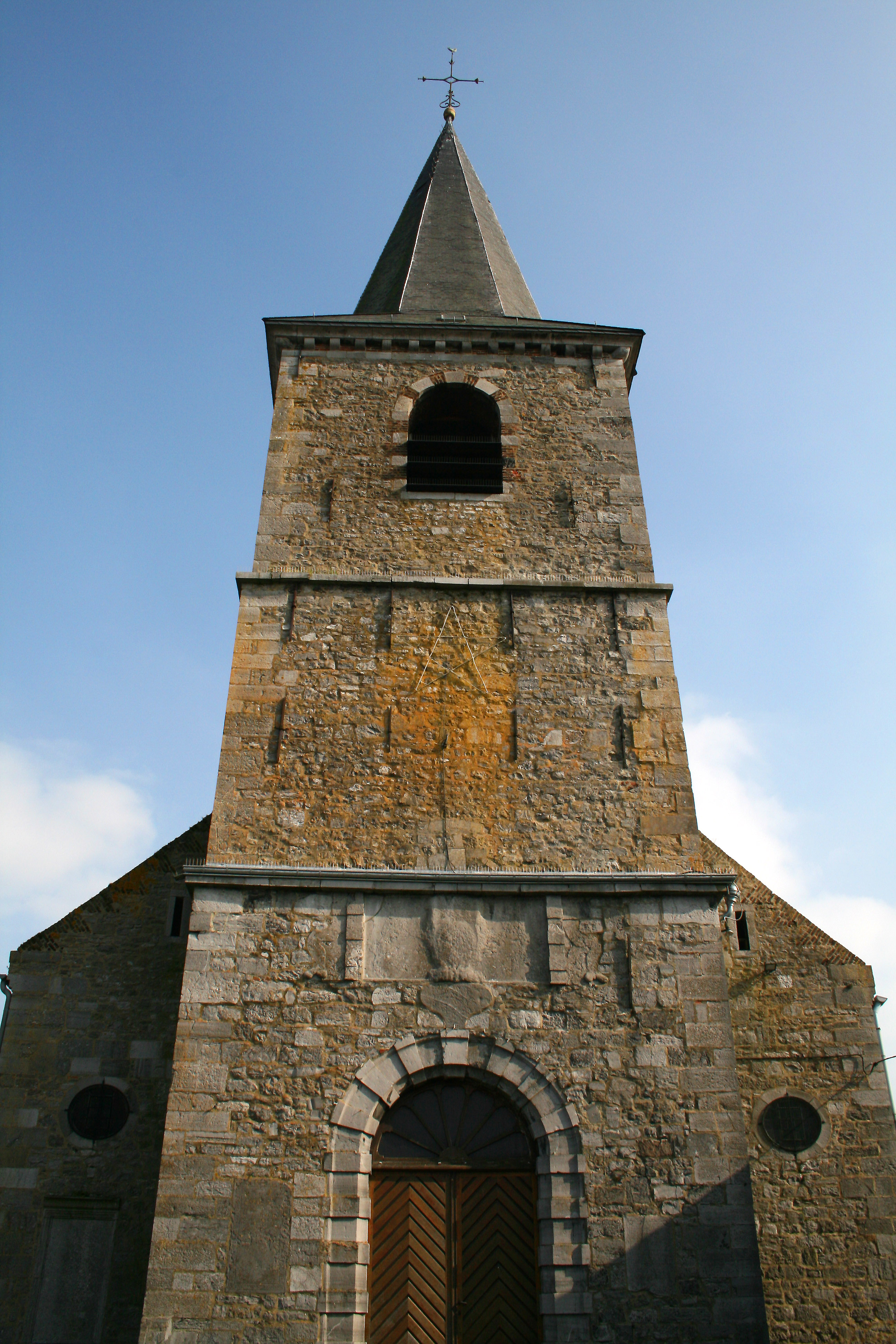
L'église Saint-Georges.

#### Erquelinnes
- L'église Saint-Georges, dont le chœur roman du XIIe siècle est le plus vieux témoin architectural du village. C'est une ancienne chapelle du château aujourd'hui disparu. Les nefs et la tour en style néo-classique datent du XVIIIe siècle[12].
- Ferme d'En-Haut, ensemble en moellons bruts et calcaire et en briques blanchis, trouvent son origine au XVIIe siècle mais reconstruit ou aménagé essentiellement au XVIIIe siècle[13]. Elle se situe rue Bon.
- Ferme de la Tour, daté de 1758 au pignon de la grange[14]. Elle est située rue Notre-Dame.
  - Ferme du Château, jadis entouré de douves et fortifié, vaste ensemble du XVIIe siècle et remaniée au principalement au XVIIIe siècle[15].
- Presbytère, ancienne propriété de l'abbaye de Bonne-Espérance[16]. Il se situé rue Notre-Dame
- L'école d'Arts et Métiers, élevé en 1910 par les frères des Écoles chrétiennes, originaire de Reims, dans le but d'offrir une formation qualifiée aux futurs ingénieurs recherchés par les industries locales[12]. Elle se situe rue Sainte-Thérèse.
- L'église Sainte-Thérèse de l'enfant Jésus. Construite en 1928 en style moderniste[17].

#### Environs
- La Ferme du Clocher avec sa tour-porche classée à Solre-sur-Sambre. Construit au tournant des XVIIe et XIXe siècle [18].
- Le château fort de Solre-sur-Sambre. Construit vers la fin du XIIIe siècle ou au début du XIVe siècle[19]. Il s'agit d'un ancien siège d'une seigneurie tenue par les Barbençon du XIIIe siècle au moins jusqu'au début du XVe siècle[20].
- Le pont romain de Montignies-Saint-Christophe.

### Culture

#### Folklore
La marche Saint-Médard à Solre-sur-Sambre.

#### Bibliothèque
Bibliothèque communale d'Erquelinnes.

## Enseignement

### Primaire
- Ecole communale Erquelinnes Centre, rue Albert 1er.
- Ecole libre Sainte-Thérèse, rue Floréal Park.

### Secondaire
- Ecole d'Arts et Métiers d'Erquelinnes.
- IMCE Enseignement Secondaire Spécial.

## Galerie

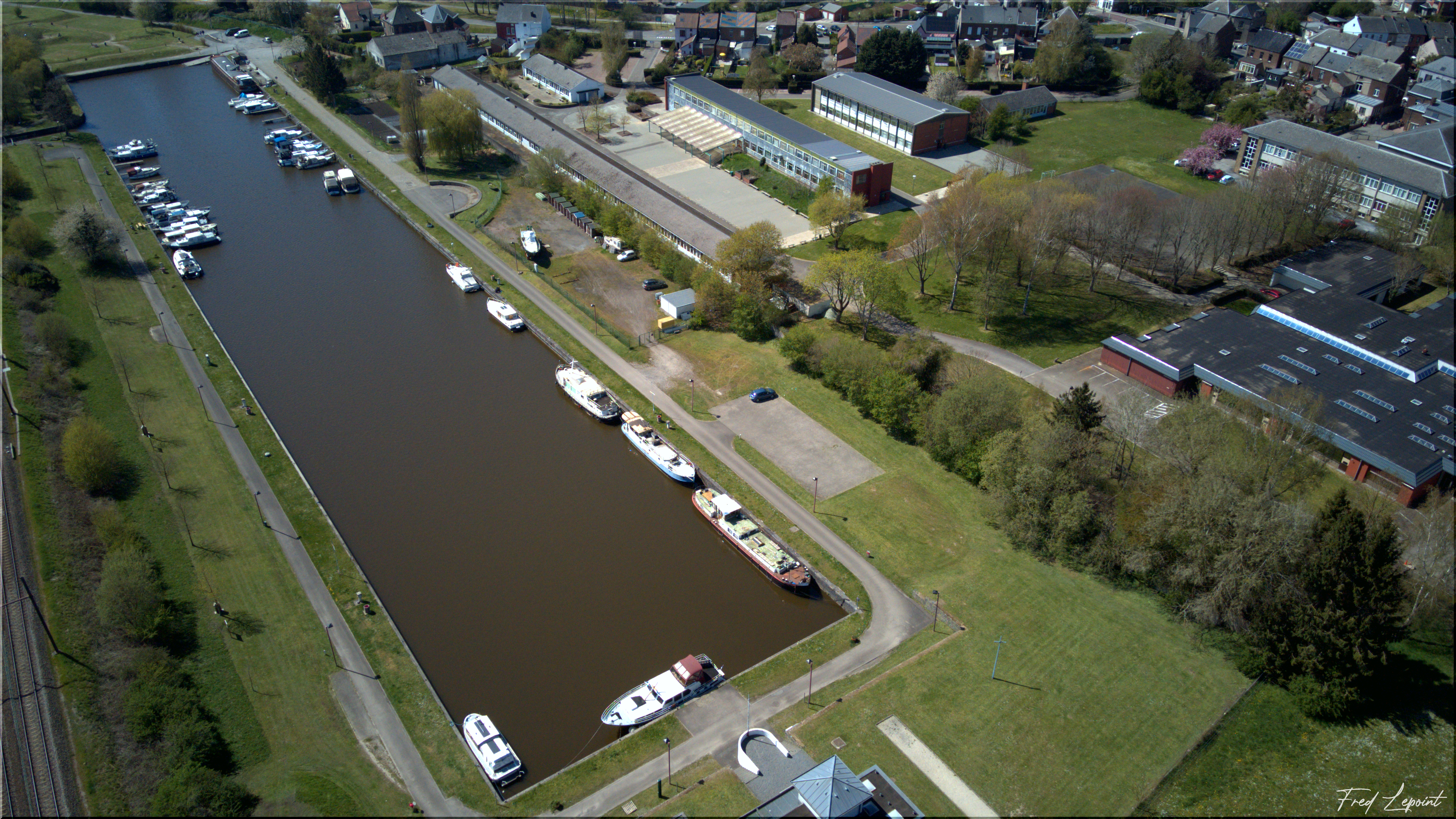
Vue aérienne du port de plaisance.
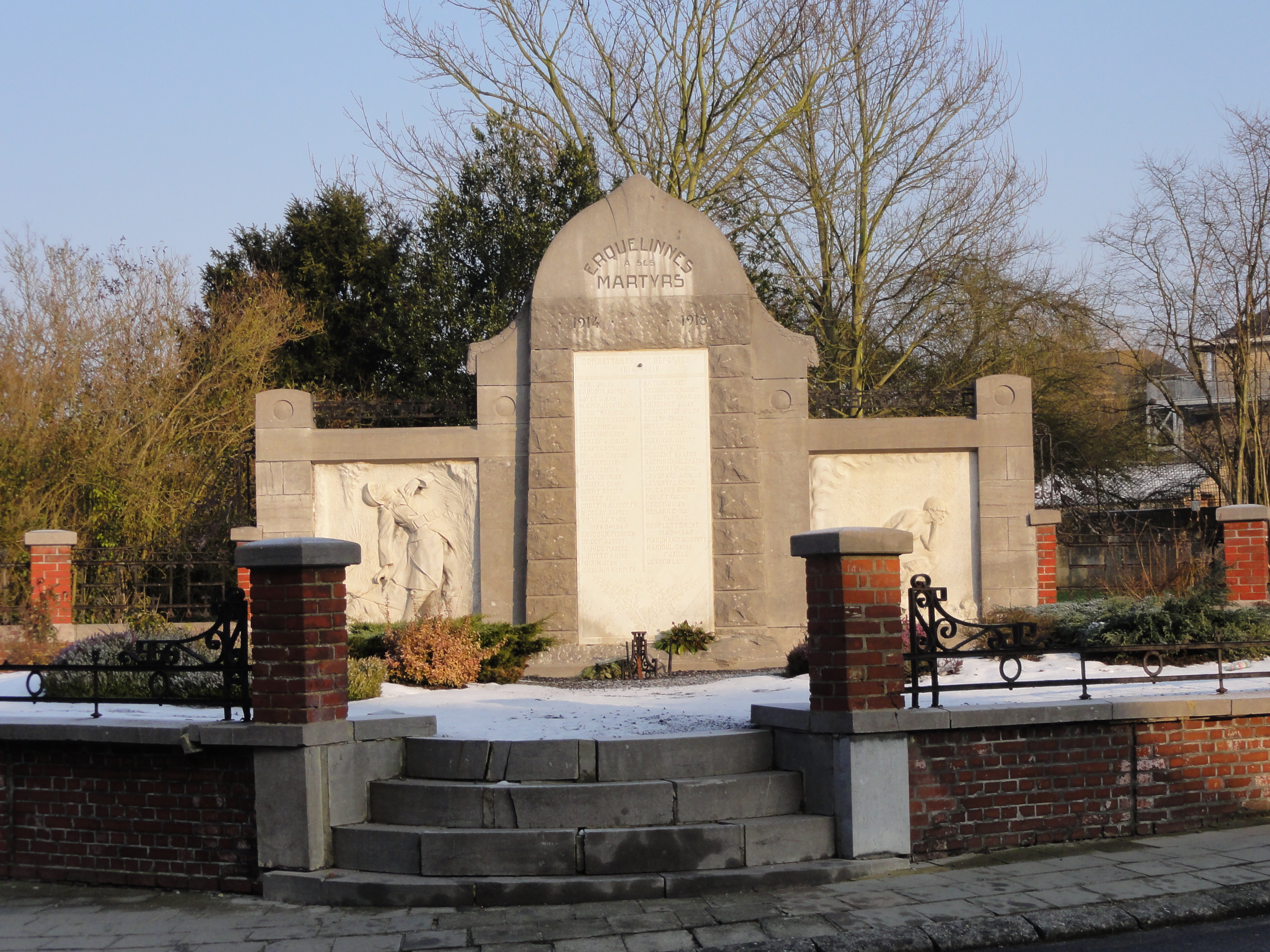
Le monument aux morts.
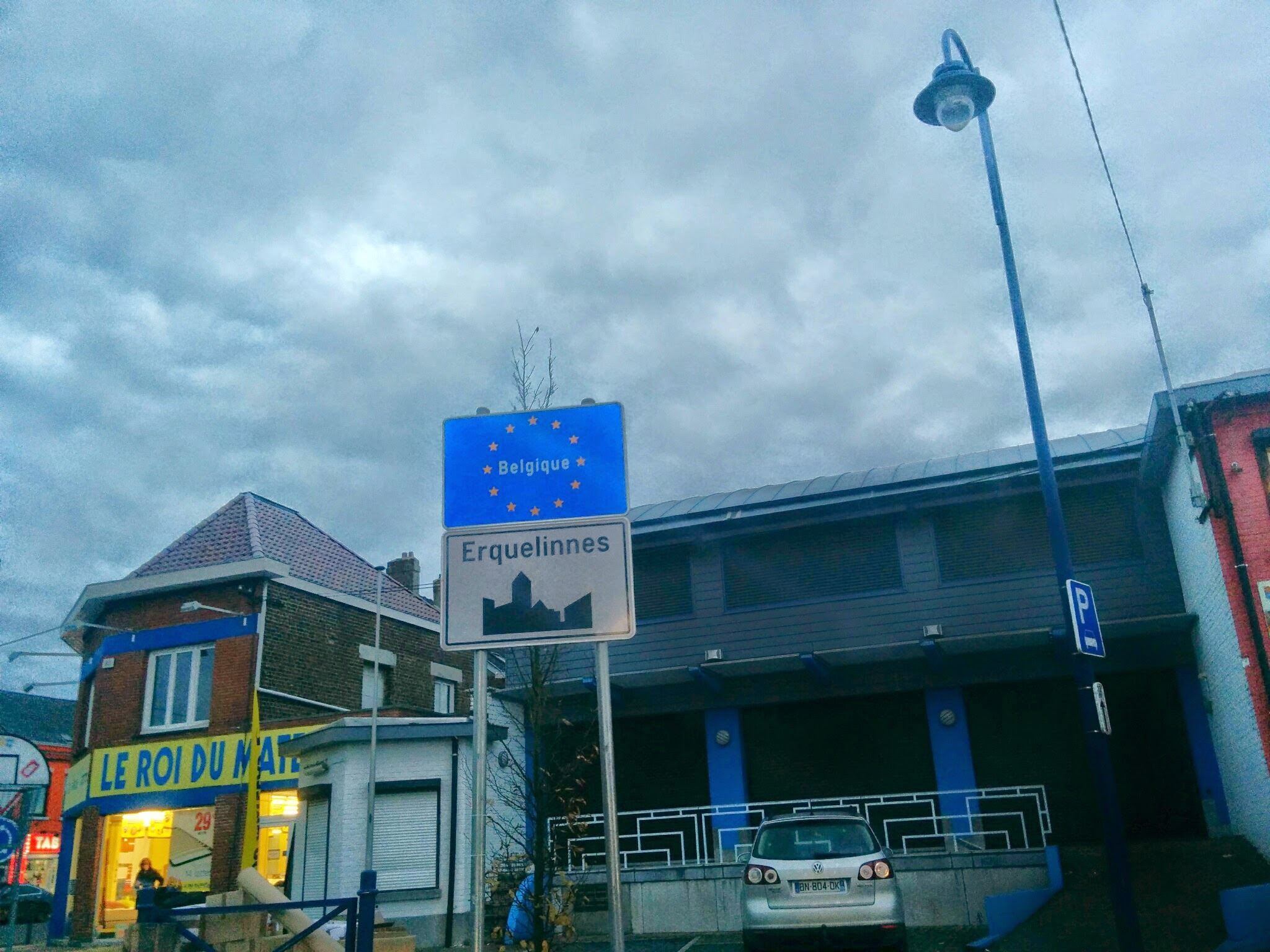
Panneau d'entrée à la frontière franco-belge.

## Loisirs

### Espace vert
Parc Saint-Georges, rue Notre-Dame et passage Saint-Georges et le parc du port de plaisance.

### Lieux de promenades
Le chemin de halage le long de la Sambre.

### Port
Port de plaisance, se situe dans un ancien bassin fluvial.

## Sports et vie associative

### Sports

#### Clubs
Basketball : Rcbe 2000.

#### Infrastructures
Hall omnisports d'Erquelinnes.